# Nazi Overlord
Nazi Overlord es una película estadounidense de acción, aventura y terror de 2018, dirigida por Rob Pallatina, escrita por Scotty Mullen, musicalizada por Christopher Cano y Chris Ridenhour, en la fotografía estuvo Marcus Friedlander y los protagonistas son Tom Sizemore, Dominique Swain y Andrew Liberty, entre otros. El filme fue producido por The Asylum y se estrenó el 13 de noviembre de 2018.

## Sinopsis
Una misión de rescate del Día D se torna desagradable, esto sucede cuando un grupo de soldados aliados se enfrentan con horrorosos experimentos creados por los nazis.